# والتر دیزنر
والتر دیزنر (انگلیسی: Walter Dießner؛ زادهٔ ۲۷ دسامبر ۱۹۵۴) قایقران روئینگ اهل آلمان شرقی بود.
وی در مسابقات کشوری و بین‌المللی در مجموع برندهٔ ۵ مدال طلا، ۲ مدال نقره شده‌است.